# ラブジェネレーション
『ラブ ジェネレーション』（Love Generation）は、1997年10月13日より12月22日まで毎週月曜日21:00 - 21:54 に、フジテレビ系「月9」枠で放送されたテレビドラマ。主演は木村拓哉と松たか子。

## 概要
木村拓哉と松たか子が『ロングバケーション』以来の共演となった連続ドラマ。松たか子は本作で月9初ヒロインを務めた。全11話の平均視聴率は30.8%。第3、5、8話以外は30%以上で、放映当時月9の最高記録となった。
大滝詠一が12年ぶりに新曲「幸せな結末」を発表し、主題歌に使用された。大滝のシングルとしてはデビューから25年目で初トップ10入り、初登場から2週連続で2位を獲得、累計売上枚数97.0万枚となった。
1998年4月6日21:30 - 23:54に、全11話の総集編に主人公とヒロインの後日談を描く新撮部分を加えた特別番組『ラブジェネレーション'98 ハッピーエンドから始めよう!』が放送され、視聴率20%を超える。哲平が理子に言う「ちょ待てよ！」は、ホリにモノマネされるなどした。
1997年から1998年にかけてフジテレビからVHSでソフト化された。2018年3月16日にはBD/DVDが発売された。

## あらすじ
広告代理店のクリエイティブ部で働く片桐哲平は突然、志望していない営業部への異動を命じられる。追い討ちをかけるように、かつてのガールフレンド・水原さなえが兄・荘一郎と婚約したことを知り、公私共に最悪だった。さらには、異動先の営業部で生意気なOL・上杉理子に自慢のロン毛をバッサリと切られてしまう。哲平は理子と対立しながらも慣れない営業の仕事をこなしていくが、やがて2人の仲は運命の恋に発展していく。

## 登場人物

### 栄光エージェンシー
片桐 哲平〈25〉
演 - 木村拓哉
二流半の広告代理店「栄光エージェンシー」の社員で入社3年目。カレー屋の2階にひとり暮らし。活発な性格ながら自己主張の激しいタイプで、スケベで少々浮気性。突然の営業部への異動や、兄の結婚話に動揺する。高校時代はバスケットボール部に所属し全国大会に出場するほど活躍し、マネージャーのさなえと付き合っていた。当時の思い出や成功体験を大事にする一方で、優秀な検事である兄・荘一郎に引け目を感じている。
上杉 理子〈22〉
演 - 松たか子
哲平と同じ営業部に勤務。短大卒の入社2年目。他人のことを気にしないマイペースな性格で、アフターファイブを徹底的にエンジョイする、典型的な腰掛けOL。口癖は「OLはつらいよ」。劇中後半に哲平とさなえの様子を見て別れを決意し、周囲には「哲平が嫌いになった」と語り彼の評判を悪くしてしまうが、後に哲平にのみ本当の理由である「哲平を信じることのできない、自分が嫌いになった」を明かした。
黒崎 武士〈44〉
演 - 平田満
営業一課課長。哲平の異動先の上司。「鬼軍曹」とあだなされ、皆から恐れられている。哲平を徹底的にシゴくが、いずれは人生の指南役に。
- 企画部部長 - 中村育二（劇団カクスコ）
- 営業部社員 - 岸博之（劇団カクスコ）
- 営業部社員 - 井之上隆志（劇団カクスコ）
- 営業部社員 - 山崎直樹（劇団カクスコ）
- 営業部社員 - 近藤京三（劇団カクスコ）
- 営業部社員 - 原田修一（劇団カクスコ）

### 哲平の関係者
片桐 荘一郎〈28〉
演 - 内野聖陽
哲平の兄。東大在学中に司法試験に合格し、現在は東京地方検察庁に勤務する検事。正義感が強く熱血漢。何の迷いもなく生きているように見えるが、実際は悩みを他人に語らないだけ。周囲の期待と現実とのギャップに悩む。後に哲平達に対して「検事になれば周囲の評判が良くなると思ったから検事になった」と自分の醜い本音を明かした。
水原 さなえ〈25〉
演 - 純名里沙
哲平の高校の同級生。当時バスケ部のマネージャーで、哲平とつきあっていたものの彼の浮気が原因で別れた。今は荘一郎の恋人で、中国語の通訳として働いている。学級委員長タイプのまじめで優しい女性。
吉本 民夫
演 - 川端竜太
哲平の友人。アニメ『新世紀エヴァンゲリオン』が好き。理子、エリカと合コンしたことがあり、理子に好意を持っている。

### 理子の関係者
高木 エリカ〈24〉
演 - 藤原紀香
理子が心を開くことができるいちばんの友人。スチュワーデスとして忙しい生活を送っている。理子とは馬券場のアルバイトで知り合った。グラマラスで知的な美人。哲平に興味をもつ。
上杉 謙一
演 - 井川比佐志（第7話）
理子の父。
上杉 緑
演 - 吹石一恵（第10話）
理子の妹。
佐々木 大作
演 - 井筒森介
理子とエリカの友人。

### その他
白石 奈美
演 - 森口瑤子
荘一郎の元彼女。身内が犯罪を犯したために検事という立場や世間体を考えた荘一郎から別れを切り出された過去がある。そのことで、今もなお彼に負の感情を持つ。
小笠原 是清（第4話）
演 - 椎名桔平
小笠原興産専務。
- 堀真樹
- 長嶺尚子
- 丸山浩之
- 浅見貴子
- 三枝慎
- 王建軍
- 野村信次
- 理子の元カレの彼女 - さとう珠緒（第4話）
- 大原かおり
- 品川徹
- 哲平の同窓生 - 藤木直人（第7話）
- 安藤 - 生瀬勝久（第7,8話）
- 酒井 - 山西惇（第7,8話）
- クライアント社員 - 高橋克実（第10話）
- 高杉航大
- 伊藤和重
- 川畑タケル
- 松木修
- はらみつお
- 道又隆成
- 林真奈美
- 竹本和正
- 青柳翔
- 浅野和之
- 番哲也
- 玉有洋一郎

### 最終回・特別編ゲスト
- 理子の姉 - 五十嵐いづみ
- 奈月ひろ子
- 鈴木美恵
- 金沢（経理から来た女性） - 黒谷友香

## スタッフ
- 脚本 - 浅野妙子、尾崎将也
- 演出 - 永山耕三、二宮浩行、木村達昭
- 演出補 - 佐々木詳太、小林和宏
- 音楽 - CAGNET
- 選曲・音響効果 - 大貫悦男
- 撮影技術 - 川田正幸
- 技術プロデュース - 石井勝浩
- TD - 礒崎守隆
- 美術プロデュース - 梅田正則
- デザイン - 山本修身
- 制作担当 - 山崎康生
- 制作主任 - 北田宏和
- プロデュース補 - 伊藤達哉、関卓也
- プロデュース - 小岩井宏悦
- 制作著作 - フジテレビ

## 主題歌
- 大滝詠一「幸せな結末」
  - 挿入歌には同シングルB面の｢HAPPY ENDではじめよう｣が使用されている。なお同曲にはOAオンリーの草津バージョンなるものが存在する。
  - この主題歌はかなりの短期間で制作されたため、第1回のオンエアの直前に収録が完了し、ぎりぎりオンエアに間に合った。そのため、同ドラマの番宣CMや放送日の朝「めざましテレビ」にて紹介された際は「恋するカレン」が流されていた。

## 放送日程
連続ドラマ
| 各話                                                       | 放送日         | サブタイトル                     | 脚本     | 演出     | 視聴率 |
| ---------------------------------------------------------- | -------------- | -------------------------------- | -------- | -------- | ------ |
| 第1話                                                      | 1997年10月13日 | 新しい自分と運命の恋に出会うとき | 浅野妙子 | 永山耕三 | 31.3%  |
| 第2話                                                      | 1997年10月20日 | 恋に落ちる瞬間                   | 浅野妙子 | 永山耕三 | 30.1%  |
| 第3話                                                      | 1997年10月27日 | 涙雨に濡れた贈り物               | 浅野妙子 | 木村達昭 | 29.0%  |
| 第4話                                                      | 1997年11月03日 | 愛のない一夜                     | 浅野妙子 | 木村達昭 | 30.8%  |
| 第5話                                                      | 1997年11月10日 | キス、キス、キス                 | 尾崎将也 | 永山耕三 | 28.6%  |
| 第6話                                                      | 1997年11月17日 | 愛の混浴露天風呂                 | 浅野妙子 | 永山耕三 | 30.8%  |
| 第7話                                                      | 1997年11月24日 | 幸せの次に来る事                 | 浅野妙子 | 二宮浩行 | 30.3%  |
| 第8話                                                      | 1997年12月01日 | 突き刺さる愛の破片               | 浅野妙子 | 木村達昭 | 29.4%  |
| 第9話                                                      | 1997年12月08日 | 別れ                             | 浅野妙子 | 永山耕三 | 32.5%  |
| 第10話                                                     | 1997年12月15日 | 東京ラストデート                 | 浅野妙子 | 木村達昭 | 32.3%  |
| 最終話                                                     | 1997年12月22日 | この恋のために、生まれてきた     | 浅野妙子 | 永山耕三 | 32.1%  |
| 平均視聴率 30.8%（視聴率は関東地区・ビデオリサーチ社調べ） |                |                                  |          |          |        |

特別編
| 放送日       | サブタイトル                                       | 脚本              | 演出                       | 視聴率 |
| ------------ | -------------------------------------------------- | ----------------- | -------------------------- | ------ |
| 1998年4月6日 | ラブジェネレーション'98 ハッピーエンドから始めよう | 浅野妙子 尾崎将也 | 永山耕三 二宮浩行 木村達昭 | 25.2％ |

## 受賞
- 第15回ザテレビジョンドラマアカデミー賞[6][7]
  - 主演男優賞（木村拓哉）
  - 監督賞（永山耕三、木村達昭、二宮浩行）

## その他
- 1997年10月期のドラマとして、当初は田村正和、松たか子主演であだち充原作の漫画『じんべえ』のドラマ化が企画されていたが、田村が体調不良を理由に降板、別枠での主演が予定されていた木村を主役に回して松たか子を相手役とした本作が急遽企画された[8]。それから翌年に『じんべえ』は月9枠で無事放送されることになる。なお、「すれ違い」という形になった木村と田村は本作の1年前にTBSで放送されたドラマ『協奏曲』で共演済みである（古畑任三郎 2nd season第4話「赤か、青か」（フジテレビ系）で初共演）。
- 放送終了直後にバラエティ番組『LOVELOVEあいしてる』に出演した際に、「LOVELOVEなうた」として松たか子が「幸せな結末」を歌った。この時のコーラス音源を大瀧詠一本人が提供している（詳細は幸せな結末#収録曲を参照）。
- スポンサーがサントリーだったため、登場する飲み物はすべてサントリーの商品だったが、当時木村がキリンビールのCMに出演していたため、ドラマの中でビールを勧められて断るシーンが数回あった。
- 第1回と最終回の開始が、21:03となっているが、21:00から1分間の間に、その回の予告映像が放送されており、その後2分間のCMを挟み本編が21:03からスタートしているためである。
- タイトルバックやドラマ本編では、透明のガラスで作られたリンゴを随所に登場させており、本作を象徴するものとなっている。
- 木村がドラマで着用していたロレックスの腕時計、「エクスプローラー」(Ref.14270。現行品はRef.214270）が大ブームとなり一時期入手困難となった。